# Philip Davies
Philip Andrew Davies, född 5 januari 1972 i Doncaster i Yorkshire, är en brittisk konservativ politiker. Han är ledamot av underhuset för Shipley sedan 2005.
Davies har läst vid University of Huddersfield där han tagit examen i historia och statsvetenskap.